# Attagenus birmanicus
Attagenus birmanicus là một loài bọ cánh cứng trong họ Dermestidae. Loài này được Arrow miêu tả khoa học năm 1915.